# فکور ۹۰
فکور یک نوع موشک هوا به هوای میانبرد ایرانی است که بر روی جنگنده‌های اف ۱۴ تامکت نصب می‌شود.

## ویژگی‌ها
فکور از نوع موشک‌های هوا به هوای رادار فعال و برای رهگیری و انهدام اهداف، در کلاس موشک‌های همتراز خود به کار رفته و ایران این موشک را بر روی جنگنده‌های اف ۱۴ تامکت خود سوار کرده و از آن در مأموریت‌های عملیاتی این جنگنده مورد استفاده قرار می‌دهد. برد این موشک حدود ۱۵۰ کیلومتر می‌باشد. و یکی از ویژگی‌های بارز و برتری این موشک نسبت به فینیکس مقاومت بسیار بالا در برابر جمینگ(جنگ الکترونیک) است. این موشک مانند موشک فینیکس حدود ۵۰۰ کیلوگرم می‌باشد. همچنین قابلیت نصب بر روی دیگر جنگنده‌های ارتش ایران یعنی فانتوم و سوخو ۲۴ را هم دارد.

## سازنده
موشک فکور محصول مشترک ارتش جمهوری اسلامی ایران و وزارت دفاع است. در مهرماه ۱۳۹۰ خبر از ساخت این موشک داده شد و در فروردین ۹۶ ضمن دیدار حسن روحانی از دستاوردهای وزارت دفاع رسماً رونمایی و اولین موشک هوا به هوای ایران به جنگنده‌های ایرانی جانی دوباره بخشید و فیلم تست موفق نشان داده شدموشک فکور بر روی اف ۱۴ تامکت‌های ایران تعبیه و سوار می‌شود. این موشک جایگزین فینیکس آمریکایی می‌خوانند.